# Alfred Stern (Musiker)
Alfred Stern (* 4. März 1901 in Sanremo, Italien; † 11. September 1982 in Zürich) war ein Schweizer Musiker und Komponist.

## Leben
Alfred Stern wurde in Sanremo geboren und besuchte dort die Grundschule. Ab 1914 lebte er in Aarau, wo er die Bezirksschule und anschliessend die Kantonsschule (Gymnasium) absolvierte. In dieser Zeit spielte er im Stadtorchester von Aarau. Für die weitere Ausbildung ging Stern an das Konservatorium in Zürich, wo er bei Paul Essek Violine und bei Alfredo Cairati Gesang studierte. 1927 heiratete er Klara Müller (1901–1999) aus Olten.
Stern arbeitete zunächst als Musiklehrer am Deutschen Landerziehungsheim Haubinda in Thüringen, bevor er 1929 die Leitung des Jugendorchesters in Zürich übernahm. 1937 gründete er den Volksliederchor Maibaum. Er leitete Sing- und Spielkurse an der Volkshochschule Zürich und in verschiedenen Schulen, so am Evangelischen Lehrerseminar Zürich und an der Schule für Soziale Arbeit Zürich. Er war Privatlehrer für Geige, Viola, Gitarre und Gesang.
Sterns Werk umfasst eigene Kompositionen, Bearbeitungen anderer Werke und zahlreiche Vertonungen von Gedichten, älteren Volksliedern und Volkstänzen. Er bearbeitete Stücke zahlreicher Schweizer und deutscher Schriftsteller, die er auf diese Weise einem weiteren Publikum zugänglich machte. So vertonte er Gedichte von Johann Wolfgang von Goethe, Friedrich Schiller, Angelus Silesius, Matthias Claudius, Sophie Haemmerli-Marti, Josef Reinhart, Gertrud Burkhalter, Gottfried Keller, Gottlieb Jakob Kuhn und vieler anderer und schuf damit wiederum neue Volkslieder. Stern bearbeitete, auch gemeinsam mit Klara Stern, Liederbücher mit hochdeutschen und Mundartliedern wie Röselichranz (1942) und Liedermeie (1951).
Der Nachlass Sterns wird seit 1985 im Schweizerischen Literaturarchiv in Bern aufbewahrt.

## Werke (Auswahl)
- Filomela. Chanzuns, chanzunetas d’Engiadina. Zürich 1939.
- Volkstänze der Schweiz, I. Heft. Hug & Co., Zürich 1941.
- Röselichranz. Volkskinderlieder der Schweiz. Sauerländer, Aarau 1942.
- Zwingli Lieder. Zwingli-Verlag, Zürich 1942.
- Liedermeie. Schweizer Volksliederbuch für Trachtenleute. Hug & Co., Zürich 1951.
- Unspunnen-Tänze. Hug & Co., Zürich 1957.
- Lieder der viersprachigen Schweiz. Christian Wegner, Hamburg-Wandsbek 1961.